# Puchar Świata w short tracku 2022/2023
Puchar Świata w short tracku 2022/2023 to 25. edycja zawodów w tej dyscyplinie. Zawodnicy wystartowali łącznie w sześciu zawodach cyklu. Rywalizacja rozpoczęła się w kanadyjskim Montrealu 28 października 2022 roku, a zakończyła w holenderskim Dordrechcie 12 lutego 2023 roku.

## Kalendarz Pucharu Świata

### Kobiety
| Lp.                                                       | Miejscowość    | Data       | Konkurencja      | 1. miejsce                                                                         | 2. miejsce                                                                         | 3. miejsce                                                                     |
| --------------------------------------------------------- | -------------- | ---------- | ---------------- | ---------------------------------------------------------------------------------- | ---------------------------------------------------------------------------------- | ------------------------------------------------------------------------------ |
| 1. PŚ                                                     | Montreal       | 29.10.2022 | 1500 m           | Suzanne Schulting                                                                  | Kim Gil-li                                                                         | Kristen Santos-Griswold                                                        |
| 1. PŚ                                                     | Montreal       | 29.10.2022 | 1000 m (1)       | Xandra Velzeboer                                                                   | Shim Suk-hee                                                                       | Seo Whi-min                                                                    |
| 1. PŚ                                                     | Montreal       | 30.10.2022 | 500 m            | Xandra Velzeboer                                                                   | Natalia Maliszewska                                                                | Shim Suk-hee                                                                   |
| 1. PŚ                                                     | Montreal       | 30.10.2022 | 1000 m (2)       | Suzanne Schulting                                                                  | Choi Min-jeong                                                                     | Kim Gil-li                                                                     |
| 1. PŚ                                                     | Montreal       | 30.10.2022 | 3000 m drużynowo | Holandia Selma Poutsma · Suzanne Schulting · Michelle Velzeboer · Xandra Velzeboer | Kanada Danaé Blais · Kim Boutin · Rikki Doak · Renée Marie Steenge                 | Włochy Elisa Confortola · Gloria Ioriatti · Arianna Sighel · Arianna Valcepina |
| 2. PŚ                                                     | Salt Lake City | 05.11.2022 | 1500 m           | Kim Gil-li                                                                         | Anna Seidel                                                                        | Choi Min-jeong                                                                 |
| 2. PŚ                                                     | Salt Lake City | 05.11.2022 | 500 m (1)        | Kim Boutin                                                                         | Natalia Maliszewska                                                                | Kristen Santos-Griswold                                                        |
| 2. PŚ                                                     | Salt Lake City | 06.11.2022 | 500 m (2)        | Xandra Velzeboer                                                                   | Choi Min-jeong                                                                     | Rikki Doak                                                                     |
| 2. PŚ                                                     | Salt Lake City | 06.11.2022 | 1000 m           | Suzanne Schulting                                                                  | Courtney Sarault                                                                   | Kristen Santos-Griswold                                                        |
| 2. PŚ                                                     | Salt Lake City | 06.11.2022 | 3000 m drużynowo | Korea Południowa Kim Geon-hee · Kim Gil-li · Seo Whi-min · Shim Suk-hee            | Kanada Danaé Blais · Kim Boutin · Courtney Sarault · Renée Marie Steenge           | Włochy Elisa Confortola · Gloria Ioriatti · Arianna Sighel · Arianna Valcepina |
| 2. Mistrzostwa Czterech Kontynentów 2023 – Salt Lake City |                |            |                  |                                                                                    |                                                                                    |                                                                                |
| 3. PŚ                                                     | Ałmaty         | 10.12.2022 | 1500 m (1)       | Suzanne Schulting                                                                  | Choi Min-jeong                                                                     | Kim Gil-li                                                                     |
| 3. PŚ                                                     | Ałmaty         | 10.12.2022 | 1000 m           | Courtney Sarault                                                                   | Shim Suk-hee                                                                       | Corinne Stoddard                                                               |
| 3. PŚ                                                     | Ałmaty         | 11.12.2022 | 1500 m (2)       | Hanne Desmet                                                                       | Courtney Sarault                                                                   | Anna Seidel                                                                    |
| 3. PŚ                                                     | Ałmaty         | 11.12.2022 | 500 m            | Kim Boutin                                                                         | Suzanne Schulting                                                                  | Kristen Santos-Griswold                                                        |
| 3. PŚ                                                     | Ałmaty         | 11.12.2022 | 3000 m drużynowo | Kanada Kim Boutin · Rikki Doak · Claudia Gagnon · Courtney Sarault                 | Holandia Selma Poutsma · Suzanne Schulting · Yara van Kerkhof · Michelle Velzeboer | Korea Południowa Choi Min-jeong · Kim Gil-li · Park Ji-yun · Shim Suk-hee      |
| 4. PŚ                                                     | Ałmaty         | 17.12.2022 | 1500 m           | Courtney Sarault                                                                   | Hanne Desmet                                                                       | Shim Suk-hee                                                                   |
| 4. PŚ                                                     | Ałmaty         | 17.12.2022 | 500 m (1)        | Suzanne Schulting                                                                  | Natalia Maliszewska                                                                | Yara van Kerkhof                                                               |
| 4. PŚ                                                     | Ałmaty         | 18.12.2022 | 500 m (2)        | Yara van Kerkhof                                                                   | Michelle Velzeboer                                                                 | Petra Jászapáti                                                                |
| 4. PŚ                                                     | Ałmaty         | 18.12.2022 | 1000 m           | Suzanne Schulting                                                                  | Kristen Santos-Griswold                                                            | Anna Seidel                                                                    |
| 4. PŚ                                                     | Ałmaty         | 18.12.2022 | 3000 m drużynowo | Korea Południowa Kim Gil-li · Lee So-youn · Seo Whi-min · Shim Suk-hee             | Kanada Danaé Blais · Kim Boutin · Courtney Sarault · Renée Marie Steenge           | Węgry Sára Luca Bácskai · Zsófia Kónya · Maja Somodi · Rebeka Sziliczei-Német  |
| 26. Mistrzostwa Europy 2023 – Gdańsk                      |                |            |                  |                                                                                    |                                                                                    |                                                                                |
| 5. PŚ                                                     | Drezno         | 04.02.2023 | 1500 m (1)       | Choi Min-jeong                                                                     | Kristen Santos-Griswold                                                            | Courtney Sarault                                                               |
| 5. PŚ                                                     | Drezno         | 04.02.2023 | 1000 m           | Suzanne Schulting                                                                  | Hanne Desmet                                                                       | Zhang Chutong                                                                  |
| 5. PŚ                                                     | Drezno         | 05.02.2023 | 1500 m (2)       | Kim Gil-li                                                                         | Anna Seidel                                                                        | Shim Suk-hee                                                                   |
| 5. PŚ                                                     | Drezno         | 05.02.2023 | 500 m            | Suzanne Schulting                                                                  | Xandra Velzeboer                                                                   | Choi Min-jeong                                                                 |
| 5. PŚ                                                     | Drezno         | 05.02.2023 | 3000 m drużynowo | Holandia Selma Poutsma · Suzanne Schulting · Yara van Kerkhof · Xandra Velzeboer   | Kanada Kim Boutin · Rikki Doak · Courtney Sarault · Renée Marie Steenge            | Korea Południowa Choi Min-jeong · Kim Geon-hee · Kim Gil-li · Shim Suk-hee     |
| 6. PŚ                                                     | Dordrecht      | 11.02.2023 | 1500 m           | Hanne Desmet                                                                       | Suzanne Schulting                                                                  | Shim Suk-hee                                                                   |
| 6. PŚ                                                     | Dordrecht      | 11.02.2023 | 1000 m (1)       | Kim Boutin                                                                         | Kristen Santos-Griswold                                                            | Xandra Velzeboer                                                               |
| 6. PŚ                                                     | Dordrecht      | 12.02.2023 | 500 m            | Xandra Velzeboer                                                                   | Kim Boutin                                                                         | Rikki Doak                                                                     |
| 6. PŚ                                                     | Dordrecht      | 12.02.2023 | 1000 m (2)       | Courtney Sarault                                                                   | Kim Gil-li                                                                         | Suzanne Schulting                                                              |
| 6. PŚ                                                     | Dordrecht      | 12.02.2023 | 3000 m drużynowo | Kanada Kim Boutin · Rikki Doak · Courtney Sarault · Renée Marie Steenge            | Węgry Sára Luca Bácskai · Petra Jászapáti · Zsófia Kónya · Maja Somodi             | Chiny Gong Li · Wang Xinran · Xu Aili · Zang Yize                              |
| 48. Mistrzostwa Świata 2023 – Seul                        |                |            |                  |                                                                                    |                                                                                    |                                                                                |

#### Klasyfikacje
| Lp. | Zawodniczka         | Punkty |
| --- | ------------------- | ------ |
| 1.  | Xandra Velzeboer    | 426    |
| 2.  | Natalia Maliszewska | 368    |
| 3.  | Kim Boutin          | 336    |
| 4.  | Rikki Doak          | 324    |
| 5.  | Yara van Kerkhof    | 312    |
| 6.  | Suzanne Schulting   | 312    |
| 7.  | Corinne Stoddard    | 280    |
| 8.  | Nikola Mazur        | 210    |
| 9.  | Danaé Blais         | 208    |
| 10. | Choi Min-jeong      | 182    |

| Lp. | Zawodniczka             | Punkty |
| --- | ----------------------- | ------ |
| 1.  | Suzanne Schulting       | 470    |
| 2.  | Courtney Sarault        | 360    |
| 3.  | Hanne Desmet            | 324    |
| 4.  | Kim Boutin              | 284    |
| 5.  | Corinne Stoddard        | 266    |
| 6.  | Shim Suk-hee            | 264    |
| 7.  | Kristen Santos-Griswold | 246    |
| 8.  | Anna Seidel             | 243    |
| 9.  | Zhang Chutong           | 212    |
| 10. | Kim Gil-li              | 190    |

| Lp. | Zawodniczka             | Punkty |
| --- | ----------------------- | ------ |
| 1.  | Kim Gil-li              | 450    |
| 2.  | Hanne Desmet            | 420    |
| 3.  | Courtney Sarault        | 392    |
| 4.  | Kristen Santos-Griswold | 314    |
| 5.  | Choi Min-jeong          | 310    |
| 6.  | Anna Seidel             | 296    |
| 7.  | Suzanne Schulting       | 280    |
| 8.  | Shim Suk-hee            | 270    |
| 9.  | Claudia Gagnon          | 218    |
| 10. | Arianna Sighel          | 136    |

| Lp. | Państwo           | Punkty |
| --- | ----------------- | ------ |
| 1.  | Kanada            | 360    |
| 2.  | Holandia          | 340    |
| 3.  | Korea Południowa  | 340    |
| 4.  | Włochy            | 244    |
| 5.  | Węgry             | 240    |
| 6.  | Chiny             | 234    |
| 7.  | Polska            | 190    |
| 8.  | Japonia           | 174    |
| 9.  | Kazachstan        | 172    |
| 10. | Stany Zjednoczone | 160    |

### Mężczyźni
| Lp.                                                       | Miejscowość    | Data       | Konkurencja      | 1. miejsce                                                                   | 2. miejsce                                                                           | 3. miejsce                                                                  |
| --------------------------------------------------------- | -------------- | ---------- | ---------------- | ---------------------------------------------------------------------------- | ------------------------------------------------------------------------------------ | --------------------------------------------------------------------------- |
| 1. PŚ                                                     | Montreal       | 29.10.2022 | 1500 m           | Park Ji-won                                                                  | Steven Dubois                                                                        | Hong Kyung-hwan                                                             |
| 1. PŚ                                                     | Montreal       | 29.10.2022 | 1000 m (1)       | Roberts Krūzbergs                                                            | Lim Yong-jin                                                                         | Teun Boer                                                                   |
| 1. PŚ                                                     | Montreal       | 30.10.2022 | 500 m            | Steven Dubois                                                                | Lee June-seo                                                                         | Pietro Sighel                                                               |
| 1. PŚ                                                     | Montreal       | 30.10.2022 | 1000 m (2)       | Pascal Dion                                                                  | Hong Kyung-hwan                                                                      | Kim Tae-sung                                                                |
| 1. PŚ                                                     | Montreal       | 30.10.2022 | 5000 m drużynowo | Korea Południowa Hong Kyung-hwan · Lee June-seo · Lim Yong-jin · Park Ji-won | Kazachstan Abzał Äżygalijew · Adil Galiachmietow · Nurtiłek Każgali · Dienis Nikisza | Kanada Pascal Dion · Steven Dubois · Maxime Laoun · Jordan Pierre-Gilles    |
| 2. PŚ                                                     | Salt Lake City | 05.11.2022 | 1500 m           | Jens van ’t Wout                                                             | Park Ji-won                                                                          | Reinis Bērziņš                                                              |
| 2. PŚ                                                     | Salt Lake City | 05.11.2022 | 500 m (1)        | Maxime Laoun                                                                 | Abzał Äżygalijew                                                                     | Lee June-seo                                                                |
| 2. PŚ                                                     | Salt Lake City | 06.11.2022 | 500 m (2)        | Jens van ’t Wout                                                             | Dienis Nikisza                                                                       | Pietro Sighel                                                               |
| 2. PŚ                                                     | Salt Lake City | 06.11.2022 | 1000 m           | Park Ji-won                                                                  | Hong Kyung-hwan                                                                      | Adil Galiachmietow                                                          |
| 2. PŚ                                                     | Salt Lake City | 06.11.2022 | 5000 m drużynowo | Kanada Pascal Dion · Steven Dubois · Maxime Laoun · Jordan Pierre-Gilles     | Korea Południowa Hong Kyung-hwan · Kim Tae-sung · Lim Yong-jin · Park Ji-won         | Chiny Li Kongchao · Li Wenlong · Liu Guanyi · Zhong Yuchen                  |
| 2. Mistrzostwa Czterech Kontynentów 2023 – Salt Lake City |                |            |                  |                                                                              |                                                                                      |                                                                             |
| 3. PŚ                                                     | Ałmaty         | 10.12.2022 | 1500 m (1)       | Hong Kyung-hwan                                                              | Stijn Desmet                                                                         | Kim Tae-sung                                                                |
| 3. PŚ                                                     | Ałmaty         | 10.12.2022 | 1000 m           | Jens van ’t Wout                                                             | Pascal Dion                                                                          | Jordan Pierre-Gilles                                                        |
| 3. PŚ                                                     | Ałmaty         | 11.12.2022 | 1500 m (2)       | Park Ji-won                                                                  | Hong Kyung-hwan                                                                      | Pascal Dion                                                                 |
| 3. PŚ                                                     | Ałmaty         | 11.12.2022 | 500 m            | Kim Tae-sung                                                                 | Dienis Nikisza                                                                       | Jang Sung-woo                                                               |
| 3. PŚ                                                     | Ałmaty         | 11.12.2022 | 5000 m drużynowo | Kanada Steven Dubois · Maxime Laoun · Jordan Pierre-Gilles · Félix Roussel   | Korea Południowa Hong Kyung-hwan · Kim Tae-sung · Lim Yong-jin · Park Ji-won         | Japonia Shogo Miyata · Kiichi Shigehiro · Keita Watanabe · Kazuki Yoshinaga |
| 4. PŚ                                                     | Ałmaty         | 17.12.2022 | 1500 m           | Park Ji-won                                                                  | Stijn Desmet                                                                         | Hong Kyung-hwan                                                             |
| 4. PŚ                                                     | Ałmaty         | 17.12.2022 | 500 m (1)        | Diané Sellier                                                                | Steven Dubois                                                                        | Dienis Nikisza                                                              |
| 4. PŚ                                                     | Ałmaty         | 18.12.2022 | 500 m (2)        | Dienis Nikisza                                                               | Jang Sung-woo                                                                        | Stijn Desmet                                                                |
| 4. PŚ                                                     | Ałmaty         | 18.12.2022 | 1000 m           | Park Ji-won                                                                  | Steven Dubois                                                                        | Roberts Krūzbergs                                                           |
| 4. PŚ                                                     | Ałmaty         | 18.12.2022 | 5000 m drużynowo | Kanada William Dandjinou · Pascal Dion · Maxime Laoun · Jordan Pierre-Gilles | Holandia Itzhak de Laat · Friso Emons · Kay Huisman · Sjinkie Knegt                  | Japonia Dan Iwasa · Kiichi Shigehiro · Keita Watanabe · Kazuki Yoshinaga    |
| 26. Mistrzostwa Europy 2023 – Gdańsk                      |                |            |                  |                                                                              |                                                                                      |                                                                             |
| 5. PŚ                                                     | Drezno         | 04.02.2023 | 1500 m (1)       | Lee June-seo                                                                 | Pietro Sighel                                                                        | Lim Yong-jin                                                                |
| 5. PŚ                                                     | Drezno         | 04.02.2023 | 1000 m           | Park Ji-won                                                                  | Roberts Krūzbergs                                                                    | Félix Roussel                                                               |
| 5. PŚ                                                     | Drezno         | 05.02.2023 | 1500 m (2)       | Park Ji-won                                                                  | Sjinkie Knegt                                                                        | Reinis Bērziņš                                                              |
| 5. PŚ                                                     | Drezno         | 05.02.2023 | 500 m            | Lin Xiaojun                                                                  | Zhong Yuchen                                                                         | Kazuki Yoshinaga                                                            |
| 5. PŚ                                                     | Drezno         | 05.02.2023 | 5000 m drużynowo | Chiny Li Wenlong · Lin Xiaojun · Liu Guanyi · Zhong Yuchen                   | Japonia Dan Iwasa · Shogo Miyata · Keita Watanabe · Kazuki Yoshinaga                 | Węgry Bence Nógrádi · Attila Talabos · Dániel Tiborcz · Alex Varnyú         |
| 6. PŚ                                                     | Dordrecht      | 11.02.2023 | 1500 m           | Park Ji-won                                                                  | Lee Dong-hyun                                                                        | Jens van ’t Wout                                                            |
| 6. PŚ                                                     | Dordrecht      | 11.02.2023 | 1000 m (1)       | Steven Dubois                                                                | Pascal Dion                                                                          | Roberts Krūzbergs                                                           |
| 6. PŚ                                                     | Dordrecht      | 12.02.2023 | 500 m            | Lin Xiaojun                                                                  | Lim Yong-jin                                                                         | Łukasz Kuczyński                                                            |
| 6. PŚ                                                     | Dordrecht      | 12.02.2023 | 1000 m (2)       | Park Ji-won                                                                  | Pascal Dion                                                                          | Luca Spechenhauser                                                          |
| 6. PŚ                                                     | Dordrecht      | 12.02.2023 | 5000 m drużynowo | Korea Południowa Kim Tae-sung · Lee Dong-hyun · Lim Yong-jin · Park Ji-won   | Chiny Li Wenlong · Lin Xiaojun · Song Jiahua · Zhong Yuchen                          | Japonia Dan Iwasa · Shogo Miyata · Keita Watanabe · Kazuki Yoshinaga        |
| 48. Mistrzostwa Świata 2023 – Seul                        |                |            |                  |                                                                              |                                                                                      |                                                                             |

#### Klasyfikacje
| Lp. | Zawodnik         | Punkty |
| --- | ---------------- | ------ |
| 1.  | Dienis Nikisza   | 402    |
| 2.  | Steven Dubois    | 348    |
| 3.  | Diané Sellier    | 326    |
| 4.  | Pietro Sighel    | 304    |
| 5.  | Lim Yong-jin     | 262    |
| 6.  | Zhong Yuchen     | 246    |
| 7.  | Maxime Laoun     | 238    |
| 8.  | Abzał Äżygalijew | 228    |
| 9.  | Lin Xiaojun      | 200    |
| 10. | Jang Sung-woo    | 200    |

| Lp. | Zawodnik             | Punkty |
| --- | -------------------- | ------ |
| 1.  | Park Ji-won          | 488    |
| 2.  | Pascal Dion          | 450    |
| 3.  | Roberts Krūzbergs    | 402    |
| 4.  | Hong Kyung-hwan      | 244    |
| 5.  | Kim Tae-sung         | 234    |
| 6.  | Steven Dubois        | 230    |
| 7.  | Maxime Laoun         | 208    |
| 8.  | Lee Dong-hyun        | 158    |
| 9.  | Jordan Pierre-Gilles | 130    |
| 10. | Shogo Miyata         | 128    |

| Lp. | Zawodnik          | Punkty |
| --- | ----------------- | ------ |
| 1.  | Park Ji-won       | 580    |
| 2.  | Hong Kyung-hwan   | 430    |
| 3.  | Friso Emons       | 320    |
| 4.  | Reinis Bērziņš    | 258    |
| 5.  | Stijn Desmet      | 252    |
| 6.  | Sjinkie Knegt     | 228    |
| 7.  | Jens van ’t Wout  | 214    |
| 8.  | Pascal Dion       | 185    |
| 9.  | William Dandjinou | 170    |
| 10. | Li Wenlong        | 170    |

| Lp. | Państwo          | Punkty |
| --- | ---------------- | ------ |
| 1.  | Kanada           | 370    |
| 2.  | Korea Południowa | 360    |
| 3.  | Chiny            | 300    |
| 4.  | Japonia          | 290    |
| 5.  | Kazachstan       | 250    |
| 6.  | Holandia         | 220    |
| 7.  | Węgry            | 210    |
| 8.  | Włochy           | 200    |
| 9.  | Polska           | 140    |
| 10. | Belgia           | 132    |

### Konkurencje mieszane
| Lp.                                                       | Miejscowość    | Data       | Konkurencja      | 1. miejsce                                                                        | 2. miejsce                                                                      | 3. miejsce                                                                              |
| --------------------------------------------------------- | -------------- | ---------- | ---------------- | --------------------------------------------------------------------------------- | ------------------------------------------------------------------------------- | --------------------------------------------------------------------------------------- |
| 1. PŚ                                                     | Montreal       | 29.10.2022 | 2000 m drużynowo | Korea Południowa Hong Kyung-hwan · Kim Geon-hee · Lim Yong-jin · Shim Suk-hee     | Belgia Tineke den Dulk · Hanne Desmet · Stijn Desmet · Ward Pétré               | Kanada Rikki Doak · Mathieu Pelletier · Félix Roussel · Courtney Sarault                |
| 2. PŚ                                                     | Salt Lake City | 05.11.2022 | 2000 m drużynowo | Chiny Li Wenlong · Wang Xinran · Zhang Chutong · Zhong Yuchen                     | Korea Południowa Hong Kyung-hwan · Kim Tae-sung · Lee So-youn · Shim Suk-hee    | Stany Zjednoczone Andrew Heo · Brandon Kim · Kristen Santos-Griswold · Corinne Stoddard |
| 2. Mistrzostwa Czterech Kontynentów 2023 – Salt Lake City |                |            |                  |                                                                                   |                                                                                 |                                                                                         |
| 3. PŚ                                                     | Ałmaty         | 10.12.2022 | 2000 m drużynowo | Korea Południowa Choi Min-jeong · Hong Kyung-hwan · Kim Gil-li · Lim Yong-jin     | Chiny Gong Li · Lin Xiaojun · Zhang Chutong · Zhong Yuchen                      | Belgia Tineke den Dulk · Hanne Desmet · Stijn Desmet · Ward Pétré                       |
| 4. PŚ                                                     | Ałmaty         | 17.12.2022 | 2000 m drużynowo | Korea Południowa Kim Gil-li · Lim Yong-jin · Park Ji-won · Shim Suk-hee           | Belgia Tineke den Dulk · Hanne Desmet · Stijn Desmet · Ward Pétré               | Polska Michał Niewiński · Diané Sellier · Kamila Stormowska · Gabriela Topolska         |
| 26. Mistrzostwa Europy 2023 – Gdańsk                      |                |            |                  |                                                                                   |                                                                                 |                                                                                         |
| 5. PŚ                                                     | Drezno         | 04.02.2023 | 2000 m drużynowo | Włochy Thomas Nadalini · Arianna Sighel · Pietro Sighel · Arianna Valcepina       | Korea Południowa Choi Min-jeong · Hong Kyung-hwan · Kim Gil-li · Lee June-seo   | Holandia Itzhak de Laat · Suzanne Schulting · Melle van ’t Wout · Xandra Velzeboer      |
| 6. PŚ                                                     | Dordrecht      | 11.02.2023 | 2000 m drużynowo | Holandia Itzhak de Laat · Suzanne Schulting · Jens van ’t Wout · Xandra Velzeboer | Kanada William Dandjinou · Rikki Doak · Jordan Pierre-Gilles · Courtney Sarault | Polska Łukasz Kuczyński · Nikola Mazur · Michał Niewiński · Kamila Stormowska           |
| 48. Mistrzostwa Świata 2023 – Seul                        |                |            |                  |                                                                                   |                                                                                 |                                                                                         |

#### Klasyfikacja
| Lp. | Państwo           | Punkty |
| --- | ----------------- | ------ |
| 1.  | Korea Południowa  | 380    |
| 2.  | Holandia          | 290    |
| 3.  | Belgia            | 280    |
| 4.  | Kanada            | 260    |
| 5.  | Chiny             | 256    |
| 6.  | Włochy            | 244    |
| 7.  | Polska            | 228    |
| 8.  | Stany Zjednoczone | 206    |
| 9.  | Japonia           | 184    |
| 10. | Węgry             | 172    |

## Wyniki reprezentantów Polski

### Indywidualne
Kobiety
| Zawodniczka | 1500  | 1000  | 500 | 1000 | 1500  | 500   | 500   | 1000 | 1500  | 1000 | 1500 | 500   | 1500 | 500 | 500   | 1000  | 1500 | 1000 | 1500 | 500 | 1500 | 1000  | 500   | 1000 |
| Natalia Maliszewska | –     | 10PEN | 2   | –    | –     | 2     | 5     | –    | –     | 12   | –    | 10PEN | –    | 2   | 10PEN | –     | –    | 14   | –    | 5   | –    | 34PEN | 10PEN | –    |
| Nikola Mazur | –     | 23    | 6   | –    | –     | 28PEN | 17PEN | –    | –     | 21   | –    | 11    | –    | 13  | 7     | –     | –    | 21   | –    | 6   | –    | 15    | 7     | –    |
| Hanna Sokołowska | 28    | –     | –   | 20   | 31PEN | –     | –     | 26   | 22PEN | –    | 24   | –     | 23   | –   | –     | 26    | 26   | –    | 35   | –   | 30   | –     | –     | 25   |
| Kamila Stormowska | 30PEN | –     | 12  | –    | –     | 19    | –     | 14   | –     | 18   | –    | 17    | –    | 17  | –     | 10PEN | 11   | –    | –    | 8   | 18   | –     | –     | 5    |
| Gabriela Topolska | 12    | –     | –   | 16   | 14    | –     | 10    | –    | 13    | –    | 15   | –     | 20   | –   | 14    | –     | –    | 42   | 12   | –   | –    | 17    | 20    | –    |
| 1. 2. 3. Finał A Finał B Półfinał Ćwierćfinał Bieg repasażowy Eliminacje Preeliminacje DNF – Zawodniczka nie ukończyła biegu DNS – Zawodniczka nie pojawiła się na starcie biegu PEN – Zawodniczka otrzymała karę YC – Zawodniczka otrzymała żółtą kartkę (ostrzeżenie) |       |       |     |      |       |       |       |      |       |      |      |       |      |     |       |       |      |      |      |     |      |       |       |      |

Mężczyźni
| Zawodnik | 1500 | 1000  | 500   | 1000 | 1500 | 500   | 500   | 1000 | 1500 | 1000 | 1500  | 500 | 1500  | 500   | 500 | 1000 | 1500 | 1000 | 1500 | 500 | 1500 | 1000  | 500  | 1000 |
| Paweł Adamski | 28   | –     | –     | 33   | 29   | –     | –     | 30   | –    | 23   | 33PEN | –   | –     | 35PEN | –   | 27   | –    | 37   | 39   | –   | 30   | –     | –    | 38   |
| Łukasz Kuczyński | –    | 23    | 21    | –    | –    | 14    | 41PEN | –    | –    | 17   | –     | 11  | –     | 12    | 15  | –    | –    | 12   | –    | 19  | –    | 44PEN | 3    | –    |
| Mateusz Mikołajuk | 41   | –     | –     | 34   | 30   | –     | 33    | –    | 30   | –    | 42    | –   | 36    | –     | –   | 24   | 33   | –    | 49   | –   | 21   | –     | –    | 45   |
| Michał Niewiński | –    | 43DNS | 46PEN | –    | –    | 20PEN | –     | 28   | 18   | –    | –     | 41  | 43PEN | –     | 12  | –    | 25   | –    | –    | 14  | 24   | –     | 24   | –    |
| Diané Sellier | –    | 21    | 14    | –    | –    | 5PEN  | 6     | –    | 24   | –    | –     | 5   | –     | 1     | 17  | –    | –    | 18   | –    | 9   | –    | 10DNS | 5DNF | –    |
| Neithan Thomas | 27   | –     | –     | 28   | 19   | –     | –     | 25   | –    | 26   | 18    | –   | 34    | –     | –   | 29   | 32   | –    | 44   | –   | –    | 29    | –    | 12   |
| 1. 2. 3. Finał A Finał B Półfinał Ćwierćfinał Bieg repasażowy Eliminacje Preeliminacje DNF – Zawodnik nie ukończył biegu DNS – Zawodnik nie pojawił się na starcie biegu PEN – Zawodnik otrzymał karę YC – Zawodnik otrzymał żółtą kartkę (ostrzeżenie) |      |       |       |      |      |       |       |      |      |      |       |     |       |       |     |      |      |      |      |     |      |       |      |      |

### Drużynowe
Kobiety / sztafety mieszane
| Zawodniczka | MR | RL | MR  | RL | MR | RL | MR | RL | MR  | RL | MR  | RL |
| Polska | 12 | 5  | 6   | 8  | 9  | 7  | 3  | 5  | 6   | 5  | 3   | 11 |
| Natalia Maliszewska | +  | +  | (+) | +  | +  | +  | –  | +  | (+) | +  | (+) | +  |
| Nikola Mazur | –  | +  | +   | +  | –  | +  | –  | +  | +   | +  | +   | +  |
| Kamila Stormowska | +  | +  | (+) | +  | –  | +  | +  | +  | –   | +  | +   | +  |
| Gabriela Topolska | –  | +  | +   | +  | +  | +  | +  | +  | +   | +  | (+) | +  |
| 1. 2. 3. Finał A Finał B Półfinał Ćwierćfinał RL – Sztafeta MR – Sztafeta mieszana DNF – Zawodniczki nie ukończyły biegu DNS – Zawodniczki nie pojawiły się na starcie biegu PEN – Zawodniczki otrzymały karę YC – Zawodniczki otrzymały żółtą kartkę (ostrzeżenie) |    |    |     |    |    |    |    |    |     |    |     |    |

Mężczyźni / sztafety mieszane
| Zawodnik | MR | RL | MR  | RL | MR | RL | MR | RL | MR | RL | MR  | RL |
| Polska | 12 | 12 | 6   | 10 | 9  | 9  | 3  | 6  | 6  | 9  | 3   | 9  |
| Paweł Adamski | –  | –  | –   | +  | –  | –  | –  | –  | –  | +  | –   | –  |
| Łukasz Kuczyński | +  | +  | +   | +  | +  | +  | –  | +  | +  | +  | +   | +  |
| Michał Niewiński | –  | +  | (+) | +  | +  | +  | +  | +  | –  | +  | +   | +  |
| Diané Sellier | +  | +  | +   | –  | –  | +  | +  | +  | +  | +  | (+) | +  |
| Neithan Thomas | –  | +  | –   | +  | –  | +  | –  | +  | –  | –  | –   | +  |
| 1. 2. 3. Finał A Finał B Półfinał Ćwierćfinał RL – Sztafeta MR – Sztafeta mieszana DNF – Zawodnicy nie ukończyli biegu DNS – Zawodnicy nie pojawili się na starcie biegu PEN – Zawodnicy otrzymali karę YC – Zawodnicy otrzymali żółtą kartkę (ostrzeżenie) |    |    |     |    |    |    |    |    |    |    |     |    |